# Harry Wexler
Harry Wexler (15 de marzo de 1911 - 11 de agosto de 1962) fue un meteorólogo estadounidense. Contribuyó decisivamente al desarrollo del primer satélite meteorológico del mundo, el TIROS-1.

## Biografía
Wexler nació en Fall River. Asistió a Universidad de Harvard, y en 1939 se doctoró en meteorología por el Instituto Tecnológico de Massachusetts.
Trabajó para el Servicio Meteorológico Nacional desde 1934 hasta 1942, tras lo que sirvió como capitán en el servicio meteorológico de la Fuerza Aérea durante Segunda Guerra Mundial desde 1942 hasta 1946, alcanzando el grado de teniente coronel. El 14 de septiembre de 1944, el mayor Harry Wexler se convirtió en el primer científico en volar en una misión a través de un ciclón tropical, acompañando a un Douglas A-20 Havoc "Havoc" equipado con instrumental científico.
En 1946 regresó a la Oficina Meteorológica, convirtiéndose en Jefe de la División de Servicios Científicos. Como investigador principal, Wexler alentó un estudio sobre las atmósferas de los planetas del sistema solar. Destacó especialmente por su trabajo en el uso de satélites con fines meteorológicos, como el desarrollo del TIROS-1, el primer satélite meteorológico del mundo. El autor de ciencia ficción y relatos futuristas, Arthur C. Clarke, habían estado siguiendo el trabajo de Wexler sobre los huracanes en los años 1940 y le escribió para conocer su opinión sobre la idea de Clarke de usar un satélite artificial para estudiar patrones meteorológicos desde el espacio. Este hecho condujo a Wexler al proceso que finalmente llevaría al lanzamiento del TIROS-1 en 1960. También estudió el uso de computadoras para la predicción y modificación del tiempo.
Fue científico en jefe de una expedición estadounidense a la Antártida con ocasión del Año Geofísico Internacional en 1958.
En 1958 le preocupaba que las pruebas de armas nucleares pudieran llevar a un enfriamiento global, en un escenario de invierno nuclear.
Desde 1959 hasta 1961 propuso y promovió la idea de un Reloj de Tiempo Mundial. En 1961 fue el negociador principal de los Estados Unidos en las conversaciones con la Unión Soviética sobre el uso conjunto de satélites meteorológicos.
Continuó trabajando en la oficina hasta su muerte en 1962. Había estado investigando la relación que conecta los compuestos del cloro y del bromo con la destrucción de las capas estratosféricas del ozono, pero murió de un ataque al corazón mientras estaba de vacaciones en Woods Hole (Massachusetts). Wexler ya había aceptado una invitación para ofrecer una conferencia titulada "El clima de la Tierra y sus modificaciones" en el Instituto de Investigación y Tecnología Espacial de la Universidad de Maryland. Pasarían doce años antes de que se publicasen los primeros artículos sobre el efecto de los clorofluorocarburos en la capa de ozono en 1974, durante los que había aumentado la producción de CFC. James Rodger Fleming observaría más adelante que "Si Wexler hubiera vivido para publicar sus ideas, ciertamente se habrían tenido en cuenta, y podrían haber producido un resultado diferente y tal vez una respuesta coordinada anterior a la cuestión del agotamiento del ozono estratosférico".
Le sobrevivieron su esposa Hannah, y sus hijas Susan y Libby. Su esposa donó sus escritos a la Biblioteca del Congreso de Estados Unidos en 1963.

## Reconocimientos
- El cráter lunar Wexler lleva su nombre.[5]
- El Volumen 91 del Monthly Weather Review (ediciones 10-12), fue publicado como una edición conmemorativa dedicada al Dr. Wexler.
- En 1977, la Universidad de Wisconsin-Madison fundó la cátedra Profesor de Meteorología Harry Wexler.